# Lithostege
Lithostege is een geslacht van vlinders van de familie spanners (Geometridae), uit de onderfamilie Larentiinae.

## Soorten
- L. amoenata Christoph, 1885
- L. amseli Wiltshire, 1967
- L. ancyrana Prout, 1938
- L. angelicata Dyar, 1923
- L. apicata Prout, 1938
- L. biermis Prout, 1922
- L. bifissana Rebel, 1911
- L. bosporaria (Herrich-Schäffer, 1848)
- L. buxtoni Prout, 1920
- L. castiliaria Staudinger, 1877
- L. cinerata Turati, 1924
- L. clarae Gaston & Redondo, 2004
- L. coassata (Hübner, 1825)
- L. chaoticaria Alphéraky, 1897
- L. deserticola Barnes & McDunnough, 1916
- L. dissocyma Prout, 1938
- L. distictata Christoph, 1887
- L. duponcheli Prout, 1938
- L. elegans Grünberg, 1909
- L. excelsata Erschoff, 1874
- L. farinata (Hufnagel, 1767)
- L. fissurata Mabille, 1888
- L. giacomellii Prout, 1910
- L. griseata

Lichtgrijze spanner (Denis & Schiffermüller, 1775)
- L. herbuloti Sperry, 1954
- L. inanis Prout, 1941
- L. infuscata (Eversmann, 1837)
- L. luminosata Christoph, 1885
- L. marcata Barnes & McDunnough, 1916

- L. mesoleucata Püngeler, 1914
- L. narynensis Prout, 1938
- L. notata Bang-Haas, 1906
- L. obliquata Urbahn, 1971
- L. odessaria (Boisduval, 1848)
- L. palaestinensis Amsel, 1935
- L. pallescens Staudinger, 1897
- L. parva Shchetkin, 1965
- L. pax Prout, 1910
- L. repeteki Tsvetayev, 1971
- L. rotundata Packard, 1874
- L. scoliogramma Prout, 1922
- L. senata Christoph, 1887
- L. staudingeri Erschoff, 1832
- L. turkmenica Tsvetayev, 1971
- L. tzaddi Prout, 1910
- L. usgentaria Christoph, 1885
- L. witzenmanni Standfuss, 1892